# التدخل القطري في الحرب الأهلية السورية
التدخل القطري في الحرب الأهلية السورية بدأ في نيسان/أبريل 2012، حيث أرسلت دولة قطر شحنات من الأسلحة إلى الثوار في سوريا واستمرت في دعمها إلى يومنا هذا، بل توسع التدخل القطري في الحرب بعدما دخلت على الخط من الناحية العسكرية ضد داعش في سوريا.

## دعم المتمردين
ذكرت فاينانشال تايمز أن قطر مولت الثورة السورية في بدايتها بما لا يقل عن مليار دولار، ثم مولتها مجددا لكن هذه المرة بأزيد من 3 مليارات دولار وذلك خلال أول عامين من الحرب الأهلية. وكانت العديد من وسائل الإعلام القطرية قد ذكرت أن قطر تدعم الثوار في سوريا وتهدف إلى إسقاط نظام الأسد وهذا ما جعلها تُقدم لللاجئين السوريين المساعدة والمعونة من خلال ضخ 50.000 دولار في حسابات اللاجئين والمنشقين عن النظام وكذلك عائلاتهم.
نشر معهد ستوكهولم الدولي لأبحاث السلام تقريرا مفاده أن قطر قد أشعلت الحرب في سوريا من خلال تقديم المزيد من الأسلحة إلى الثوار أكثر مما قدمه أي بلد آخر. وأشار تقرير نفس المعهد إلى أن قطر كانت تُرسل للثوار في سوريا أزيد من 70 سلاحا مختلفا ومتنوعا، وذلك عبر رحلات شحن تمر من تركيا أولا قبل أن تصل للمناطق والمحافظات التي يسيطر عليها الثوار في سوريا، كما بين نفس التقرير إلى أن شحنات الأسلحة التي كانت تقدمها قطر للمعارضين تضاعفت بشكل كبير في الفترة ما بين نيسان/أبريل 2012 ومارس 2013.
كشفت البي البي سي على أن قطر تُدير قاعدة تدريب للمتمردين السوريين في أراضيها بالتعاون مع قوات الجيش الأمريكي الذي كان يشرف على التدريب الذي كان يتخرج منه أزيد من 1200 مقاتل سنويا.
وقد تعرضت قطر لانتقادات عديدة بسبب تسليحها للثوار في سوريا، خاصة من بعض الدول (من بينها دول عربية) والتي تعتبر المعارضة في سوريا عبارة عن «جماعات متمردة» تهدف إلى تقويض شرعية حكومة بشار. الانتقادات طالت قطر ليس من ناحية التسليح فقط بل أيضا من ناحية التمويل والتدريب؛ وكان الجيش الذي يُعرف باسم جيش الفتح قد وجه انتقادات لقطر بسبب تدخلها في الحرب الأهلية ودعمها لطرف على حساب آخر.